# Баш майсторът фермер
„Баш майсторът фермер“ е български телевизионен игрален филм (комедия) от 1981 година на режисьора Петър Б. Василев, по сценарий на Атанас Мандаджиев. Оператор е Крум Крумов.

## Актьорски състав
| Роля                           | Изпълнител                                            |
| ------------------------------ | ----------------------------------------------------- |
| Рангел Лелин – Баш майстора    | Кирил Господинов                                      |
| Рафаело                        | Иван Танев                                            |
| циганката Роза                 | Силвия Аврамова                                       |
| Пенка (Пепи) Гълъбова          | Валентина Борисова                                    |
| Цанко                          | Петър Петров                                          |
| Болат ме                       | Владимир Давчев                                       |
| ветеринарен лекар              | Мариана Аламанчева                                    |
| Стопаджийката Ева              | Инна Симеонова                                        |
| Стопаджийката Йоца             | Катя Георгиева                                        |
| Жорето, син на Баш майстора    | Любомир Фърков (като Любомир Хвърков)                 |
| Престолски                     | Пенчо Петров                                          |
| Веска, жената на Баш майстора  | Веселина Николаева (като Веселина Николова)           |
| Величко                        | Николай Атанасов                                      |
| Асен, мъж на Роза              | Георги Балабанов                                      |
|                                | Наталия Петрова                                       |
| Мицайков от съвета             | Бочо Василев                                          |
| Чучулигов                      | Найчо Петров                                          |
| ветеринарен лекар от комисията | Александър Благоев                                    |
| член на ветеринарната комисия  | Иван Кутевски                                         |
| Ирод Калчев                    | Валентин Русецки                                      |
| шофьор на автобус              | Георги Наумов                                         |
|                                | Иван Рачев                                            |
| Ясен                           | Ясен Василев (като Ясен Василев-Милевин)              |
| ревизор                        | Иван Янчев (като Ив. Янчев)                           |
|                                | Ат. Танева                                            |
| Посетител при Чучулигов        | Стефан Костов                                         |
| Иръпшъна                       | Явор Милушев (като Я. Милушев)                        |
|                                | Бончо Урумов                                          |
|                                | Д. Милушев                                            |
|                                | П. Николов                                            |
|                                | Ст. Пищалов                                           |
|                                | Т. Гизенко                                            |
|                                | М. Ганчева                                            |
|                                | И. Хранова                                            |
|                                | Ст. Пеев                                              |
|                                | М. Хатев                                              |
| Станка                         | Наталия Зубарева (не е посочена в надписите на филма) |

и други

## Сюжет
Баш майсторът има свинеферма, в която работят четирима гледачи – бившият закупчик Рафаело, укриващ се от властите, алкохолизираният поет Цанко и красивата циганка Роза с мъжа си. За пореден път Баш майсторът се опитва да „мине метър“, като използва всякакви хитроумни прийоми, за да излъже санитарните власти при проверката на стопанството му.